# Соња Митровић Хани
Соња Митровић Хани (рођ. Симић; Београд, 9. мај 1966) је српска поп певачица и музички продуцент. Од 1997. године има статус уметника Србије. Најпознатија је по песмама „Откини бејбе“, „Коцка од шећера“ и „Џип“. Као музички продуцент и пратећи вокал, потписује више од 360 песама. Била је у браку са Жељком Митровићем, са којим има двоје деце: ћерку Сандру, филмску редитељку, и сина Александра.
Власница је тонског студија Пинк. Данас се претежно бави музичком продукцијом.

## Каријера
Соња Митровић Хани је као девојчица била чланица дечјег хора Радио-телевизије Београд под управом диригента Златана Вауде, код којег је учила соло певање.
Године 1982. постала је чланица Удружења музичара џеза, забавне и рок музике Србије, чији је и данас члан.
Исте године се појавила на компилацијском албуму Уместо малих у издању Југодиска, са две њене песме. Песма „Сама“ проглашена је хитом године Радио 202.
Значајне наступе са својом групом „Хани“ имала је у тада култним београдским местима као што су Дадов, СКЦ и Ташмајдан.
Године 1991. учествовала је на последњем југословенском избору за Песму Евровизије, где је освојила 4. место са песмом „Небо је плакало за нама“.
Песма „Откини бејбе“, у издању ПГП РТС-а из 1994. године, донела јој је популарност и бројне награде:
- „Мелко“ – хит године
- „Златни мелос“ – хит године
- „Удружене радио станице Србије“ – хит године

Године 1996. издала је албум Коцка од шећера, који је такође освојио више признања:
- „Мелко“ – хит године за песму „Коцка од шећера“
- „Златни мелос“ – хит године
- „РТВ Кошава“ – хит балада године за песму „Не дајем те никоме“

Године 1997. добила је статус уметника Србије, који ужива и данас.
- „Мелко поп“ – певачица године
- „Златни мелос“ – поп певачица године

Албум Џип из 2000. године доноси јој додатне успехе:
- „Мелко“ – хит године за песму „Џип“
- „Златни мелос“ – хит године за дует са Нином Решићем „Ја љубим друге“
- „Бисер популарности“ – певачица године
- „Удружене радио станице Србије“ – хит године за песму „Џип“

Хани је наступала самостално широм Србије и Европе у најпопуларнијим клубовима, дискотекама и спортским халама, и одржала је преко 30 хуманитарних концерата, за које је добила бројне захвалнице.
Од 2005. до 2010. године сарађивала је са Гранд продукцијом и „Звездама Гранда“ као музички продуцент, аутор и члан жирија. Била је и члан жирија на фестивалима „Драгиша Недић“ у Врњачкој Бањи и „Звезда дијаспоре“.
Од 2011. до 2013. године била је главни уредник, продуцент и члан жирија серијала РТВ Пинк Звезда дијаспоре, који се одржавао и снимао у Швајцарској, Словенији и Аустрији. Емисија је у Бечу награђена са два „Оскара популарности“ за најгледанију емисију на кабловској мрежи.
Као музички продуцент, извођач и пратећи вокал, радила је и на серијама и филмовима, укључујући Свемирци су криви за све, Сељаци и Опроштај анђела.

## Дискографија

### Албуми
- Уместо малих (1982, Југодиск)
- Крива сам за крај љубави наше (1987, ПГП РТБ)
- Откини бејби (1994, ПГП РТС)
- Коцка од шећера (1996, Центросцена)
- Сањај (1997, ПГП РТС)
- Дала бих све за љубав (1998, ПГП РТС)
- Снови од сомота (1999, Сити рекордс)
- Џип (2000, Зам)
- Кум (2001, Сити рекордс)
- Десет је до два (2005, Гранд продукција)

### Дуети
- Лана Токовић – „Мој Београд“
- Тони Монтано – „Бети Буп“
- Нино Решић – „Ја љубим друге“
- Ана Бекута и Мира Шкорић – „Моја Србија“

## Музичка продукција / текст / пратећи вокали
- Шако Полумента – „Дишем за тебе“ (Музичка продукција и пратећи вокали)
- Тања Савић – „Златник“ (Музичка продукција и пратећи вокали)
- Тања Савић – „За моје добро“ (Пратећи вокали)
- Ана Бекута и Драган Којић Кеба – „Треба времена“ (Пратећи вокали)
- Ана Бекута – „Бројаница“, „Маните се људи“ (Музичка продукција и пратећи вокали)
- Бојан Томовић – Албум „На Дистанци“ (2005)
- Зоран Ванев – „Лила“ (Музичка продукција и пратећи вокали)
- Весна Змијанац – „Идем преко земље Србије“ (Пратећи вокали)
- Душан Свилар и Кемал Монтено – „Сине мој“ (Музичка продукција и пратећи вокали)
- Мира Шкорић – „Откачи“, „Ког да љубим после тебе“ (Пратећи вокали)
- Мира Шкорић – „Још те волим“, „Најбољи пријатељи“ (Музичка продукција и пратећи вокали)
- Јами – „Оне ствари“ (Музичка продукција и пратећи вокали)
- Данијела Вранић – „Немој да ме жалите“ (Текст песме)
- Рођа Рајичевић – „Ако си икада волела“ (Пратећи вокали)
- Дадо Полумента – „Јасмина“ (Музичка продукција и пратећи вокали)
- Инди – „На рате“ (Музичка продукција и пратећи вокали)
- Милан Динчић Динча – „Дигни ме пао сам“ (Музичка продукција и пратећи вокали
- Милан Станковић – „Ја ћу да ти чувам леђа“ (Музичка продукција и пратећи вокали)
- Митар Мирић – „Помирење“ (Музичка продукција и пратећи вокали)
- Јадранка Барјактаровић - Гола (Музичка продукција и пратећи вокали)
- Магла бенд – „Ако ти је стало“ (Музичка продукција и пратећи вокали)
- Катарина Живковић – „Лудо срце“ (Музичка продукција и пратећи вокали)
- Борис Бизетић – „Време љубави“ (Пратећи вокали)
- Боки Милошевић – „Олуја“ (Пратећи вокали)
- Бане Бојанић – „Горска вила“ (Пратећи вокали)
- Александра Бурсаћ – „Падале су кише“ (Музичка продукција и пратећи вокали)
- Владимир Савчић Чоби – „Ношена ветром маестрала“ (Пратећи вокали) и многи други.